# Dicliptera falcata
Dicliptera falcata är en akantusväxtart som först beskrevs av Jean-Baptiste de Lamarck, och fick sitt nu gällande namn av J. Bosser och H. Heine. Dicliptera falcata ingår i släktet Dicliptera och familjen akantusväxter. Inga underarter finns listade i Catalogue of Life.